# سیت (میناب)
سیت، روستایی در دهستان سندرک بخش سندرک شهرستان میناب در استان هرمزگان ایران است.

## جمعیت
بر پایه سرشماری عمومی نفوس و مسکن در سال ۱۳۹۵، جمعیت این روستا برابر با ۳۲۱ نفر (۸۵ خانوار) بوده‌است.